# Barbus punctitaeniatus
Barbus punctitaeniatus és una espècie de peix cipriniforme de la família dels ciprínids.

## Morfologia
Els mascles poden assolir els 3,8 cm de longitud total.

## Distribució geogràfica
Es troba al curs superior del riu Senegal, al riu Níger, al llac Txad, a Costa d'Ivori i a Ghana.